# IRAK4
IRAK4 (англ. interleukin-1 receptor-associated kinase 4) — белок, одна из четырёх цитозольных киназ группы сигнальных киназ IRAK, является важнейшей функциональной киназой своей группы. Участвует в передаче сигнала от рецептора интерлейкина-1 (тип I) и некоторых толл-подобных рецепторов. Отсутствие или её недостаточность приводит к нарушению иммунного ответа на бактериальные инфекции. Открыта в 2002 году.

## Структура и функции
Молекула киназы IRAK4 состоит из 460 аминокислот, молекулярная масса 52 кДа. В клетке связывается с адаптерным белком MyD88, который рекрутирует киназу в мультимолекулярный комплекс толл-подобного рецепторов TLR4 и интерлейкина 1. Является необходимым компонентом этого комплекса и не заменяется другими киназами. Кроме того, участвует в активации пролиферации Т-клеток через Т-клеточный рецептор во время иммунного ответа.

## Физиология и патология
IRAK4 является важнейшей киназой своего семейства и участвует в передаче сигнала в клетке, который приводит выработку цитокинов и активацию других генов, находящихся под контролем фактора транскрипции NF-kB, в ответ на проникновение в организм инфекции. Её недостаточность приводит к нарушению иммунного ответа на бактериальную инфекцию из-за блокады сигнального пути рецептора TLR4. Мутации в IRAK4 были найдены у детей, страдающих от персистентной пиогенной бактериальной инфекции. У них отсутствовала реакция на стимуляцию интерлейкинами 1β и 18 и лигандами большинства толл-подобных рецепторов (TLR1—TLR6 и TLR9). С возрастом эта недостаточность врождённого иммунитета постепенно компенсировалась развивающимся адаптивным приобретённым иммунитетом. Основной угрозой для таких больных является инфицирование Грам-положительными бактериями (Staphylococcus aureus, Streptococcus pneumoniae).